# Sant Amanç de Calders
Sant Amanç és la capella del mas de Sant Amanç, del terme municipal de Calders, a la comarca del Moianès. Està situada al costat nord del mas de Sant Amanç, un quilòmetre i mig a l'est-sud-est del poble de Calders, a prop del límit amb Monistrol de Calders. L'edifici forma part de l'Inventari del Patrimoni Arquitectònic de Catalunya.

## Descripció
És una capella rectangular, de mides reduïdes, encarada vers el nord-oest. Portal d'entrada rectangular, adovellat, amb una llinda que la data del 1643. Sobre la porta petita rosassa. Al capdamunt, campanar d'espadanya. Pedrissos a banda i banda de la porta d'entrada. A migdia, absis de punt rodó; a la façana de ponent, petita finestra adovellada. L'interior està enllosat, amb enterraments a la part central. S'hi observa una volta de punt rodó. És una construcció feta amb pedra ben escairada. A l'exterior capa de calç que l'ha deixada emblanquinada. Mostra un carener perpendicular a la façana.

## Història
Edificada als voltants del 1643, al costat d'una masia, en aquella època, econòmicament forta, anomenada Santamans. El manteniment i conservació de la capella anava a càrrec del propietari de l'anomenada masia. Sembla que no s'hi ha fet massa reformes posteriors. S'hi feia un aplec per Pasqua Florida. Avui està força deixada. L'interior serveix de magatzem.